# 13 Pułk Piechoty (LWP)
13 pułk piechoty – oddział piechoty ludowego Wojska Polskiego.
Sformowany w rejonie wsi Małe Koszaryszcze koło Żytomierza na podstawie rozkazu nr 0130 dowódcy 1 Armii Polskiej w ZSRR z 5 lipca 1944 w oparciu o sowiecki etat pułku strzeleckiego nr 04/501. Walczył w operacji łużyckiej w składzie 5 Saskiej Dywizji Piechoty. Po wojnie stacjonował w Ciborzu. Rozformowany w 1957. Jego tradycje bojowe przejął w 1967 13 pułk zmechanizowany z Kożuchowa.

## Dowódcy pułku
- mjr Łazarz Mojsjen (29 lipca - 24 września 1944)
- mjr Mitrofan Żuk (24 września - 2 października 1944)
- ppłk Jan Siewko (2 października 1944 - 25 kwietnia 1945)
- mjr Mitrofan Zatulin (25 kwietnia - 1 maja 1945)
- mjr Grzegorz Karbowski (1 maja 1945 - do końca wojny)
- ppłk Lucjan Józef Kępiński
- mjr Zbigniew Czerwiński (1952-1953)

## Skład etatowy
dowództwo i sztab
- 3 bataliony piechoty
- kompanie: dwie fizylierów, przeciwpancerna, rusznic ppanc, łączności, sanitarna, transportowa
- baterie: armat 45 mm, dział 76 mm, moździerzy 120 mm
- plutony: zwiadu konnego, zwiadu pieszego, saperów, obrony pchem, żandarmerii

Razem:
żołnierzy 2915 (w tym oficerów – 276, podoficerów 872, szeregowców – 1765).
Sprzęt:
162 rkm DP, 54 ckm Maxim wz. 1910, 66 rusznic ppanc PTRD i PTRS, 12 armat ppanc 45 mm wz. 1942, 4 armaty 76 mm ZiS-3), 18 moździerzy 50 mm, 27 moździerzy 82 mm, 8 moździerzy 120 mm

## Marsze i działania bojowe
Po przełamaniu niemieckiej obrony nad Nysą Łużycką pułk walczył na prawym skrzydle dywizji o przełamanie pozycji ryglowej nieprzyjaciela w rejonie Rietschen. Będąc podporządkowany dowódcy 7 DP, przełamywał pozycje obronne nad rzeką Schwarzer Schöps. W czasie odpierania natarcia niemieckich sił pancernych z południa pułk został przerzucony transportem samochodowym w rejon Budziszyna, gdzie wziął udział w ostatniej fazie bitwy obronnej. Uczestnicząc w operacji praskiej, działał w drugim rzucie macierzystej dywizji i zakończył szlak bojowy na terenie Czechosłowacji w rej. Ružova.
|  |  |  |  |

|  |  |

## Okres powojenny
JW 2462
Z dniem 20 maja 1945 5 Dywizja Piechoty przystąpiła do obsadzenia zachodniej granicy państwa. 13 pułkowi piechoty przydzielono do ochrony odcinek od Gryfina do Szumiłowa. Od 15 września 1945 pułk obsadził odcinek na południowym skrzydle dywizji: od Słubic po ujście Nysy Łużyckiej do Odry.
W połowie października 1945 pułk został skierowany do Poznania celem pełnienia służby garnizonowej. W owym czasie stacjonował w Swarzędzu. W lecie 1948 przedyslokowano pułk do Ciborza.
Z dniem 30 września 1950 13 pułk piechoty został podporządkowany dowódcy 4 Pomorskiej Dywizji Piechoty.
W wykonaniu rozkazu Ministra Obrony Narodowej nr 0045/org. z 17 maja 1951, 13 pułk piechoty w terminie do 1 grudnia 1951 przeformowany został na etat nr 2/120 o stanie 1974 wojskowych i 35 kontraktowych.
Rozkazem MON Nr 0025/Org. z 2 kwietnia 1957 pułk został rozformowany.

## Tradycje
Zgodnie z rozkazem nr 025/MON z 30.09.1967 w sprawie przekazania jednostkom wojskowym historycznych nazw i numerów oraz ustanowienia dorocznych świąt jednostek Dz. Rozk. Tjn. MON Nr 10, poz. 53 38 Pułk Zmechanizowany przyjął tradycje 13 Pułku Piechoty i został przemianowany na 13 Pułk Zmechanizowany.

## Przekształcenia
1. 13 pułk piechoty↘ rozformowany w 1957
2. 38 pułk piechoty → 38 pułk zmechanizowany[a] → 13 pułk zmechanizowany